# Daniel Woodson
Daniel Woodson (* 24. Mai 1824 im Albemarle County, Virginia; † 5. Oktober 1894 in Claremore, Oklahoma) war ein US-amerikanischer Politiker und zwischen 1855 und 1857 mehrfach amtierender Gouverneur des Kansas-Territoriums. 

## Frühe Jahre
Daniel Woodson wuchs auf einer Farm auf und besuchte die örtlichen Schulen seiner Heimat. Noch als Jugendlicher machte er eine Ausbildung im Druckereiwesen. Im weiteren Verlauf wurde er journalistisch tätig. Acht Jahre lang war er Verleger der Zeitung „Lynchburg Republican“ und ab 1851 war er Verleger und Herausgeber einer anderen Zeitung namens „Richmond Republican Advocate“. Beide Zeitungen standen der Demokratischen Partei nah.

## Politische Laufbahn
Im Juni 1854 wurde Woodson von Präsident Franklin Pierce zum Staatssekretär im neuen Kansas-Territorium ernannt. In dieser Eigenschaft war er offiziell der Vertreter des Gouverneurs. In seiner Amtszeit als Staatssekretär musste er insgesamt fünfmal den jeweiligen Gouverneur vertreten. Diese Vertretungen fielen in den Zeitraum vom 17. April 1855 bis zum 16. April 1857. Zusammengerechnet hat er etwa fünf Monate als Gouverneursvertreter amtiert. Seine Zeit in Kansas war von den stürmischen Ereignissen der Zeit vor dem Bürgerkrieg überschattet. Es kam damals schon zu blutigen Auseinandersetzungen zwischen den Anhängern beider Seiten. Woodson favorisierte die Position des Südens und machte sich damit die Nordstaatler zu seinen Gegnern.

## Weiterer Lebenslauf
Nach seiner offiziellen Mission in Kansas wurde Woodson bei der Landzuteilungsbehörde im Staat Delaware angestellt. Danach bewirtschaftete er etwa zwölf Jahre lang eine Farm im Leavenworth County. Nach einem Umzug in das Montgomery County gründete er in dem Ort Parker eine Zeitung, die aber wenig erfolgreich wurde. Danach war er in Coffeyville journalistisch tätig. Er starb im Jahr 1894 auf dem Anwesen seines Sohnes in Claremore im Indianer-Territorium, das heute zu Oklahoma gehört. 
Das Woodson County in Kansas wurde nach ihm benannt.